# Herman's Hermits
Herman's Hermits — британська рок-група 1960-х років, спочатку створена в Манчестері в 1963 році під назвою Herman & The Hermits. Будучи частиною «британського вторгнення», вони як свою «торгову марку» мали простий, безпечний і чітко окреслений образ «хлопчаків, які живуть по-сусідству», що зробив їх більш легкими для прослуховування і доступним в порівнянні з іншими учасниками «британського вторгнення».

## Склад
- Пітер Нун (англ. Peter Noone) — фронтмен, головний вокал, гітара
- Кіт Гопвуд (англ. Keith Hopwood) — ритм-гітара, вокал
- Карл Грін (англ. Karl Green) — бас-гітара, вокал
- Алан Ріглі (англ. Alan Wrigley) — бас-гітара, вокал
- Стів Тіттерінгтон (англ. Steve Titterington) — ударні

## Альбоми
- 1965 — Introducing Herman's Hermits
- 1965 — Herman's Hermits On Tour
- 1965 (грудень) — The Best of Herman's Hermits
- 1965 — Hold On!
- 1966 — Both Sides of Herman's Hermits
- 1966 — The Best Of Herman's Hermits, Volume 2
- 1967 — there's a Kind of Hush All Over the World
- 1967 — Blaze
- 1967 — The Best Of Herman's Hermits, Volume III
- 1967 — Mrs. Brown, you've Got a Lovely Daughter
- 1971 — The Most of Herman's Hermits
- 1972 — The Most of Herman's Hermits Volume 2
- | Herman's Hermits у сестринських Вікіпроєктах |                      |
| CMNS:                                        | Файли у Вікісховищі? |